# Anna Elisa Tuschinski
Anna Elisa Tuschinski (ur. 4 grudnia 1841 w Gdańsku, zm. 9 października 1939 tamże) – gdańska nauczycielka, założycielka Gdańskiego Towarzystwa Esperanckiego, pionierka ruchu esperanckiego w Gdańsku.  

## Życiorys
Była ewangeliczką, córką Gustava Lorweina i Polki Adeli Juchnowicz. Z wykształcenia była nauczycielką. Wyszła za mąż za kupca Karola Tuschinskiego. Mieli jedną córkę. Anna owdowiała w końcu XIX w..
Mieszkała i pracowała w gdańskim Wrzeszczu.
Po tym, jak sama w wieku 60 lat nauczyła się mówić w esperanto, popularyzowała język, prowadząc kursy. Była nazywana „Esperanto-Partineto” (Esperancką Mateczką). 
W listopadzie 1907 założyła Gdański Związek Esperantystów. W 1910 gromadził już 100 osób. 
W 1908 brała udział w IV Światowym Kongresie Esperantystów w Dreźnie. Poznała wówczas Ludwika Zamenhofa, z którym zatańczyła, otwierając bal kongresowy. Jako delegatka uczestniczyła w zorganizowanym tam posiedzeniu Światowego Związku Esperantystów (UEA).
Z jej inicjatywy w dniach 22 lipca – 1 sierpnia 1912 w Gdańsku i Sopocie zorganizowano VII Ogólnoniemiecki Kongres Esperantystów. Wydano też m.in. pierwszy przewodnik po Gdańsku w esperanto.
W 1922 zorganizowała Gdański Kongres Esperantystów. Współpracowała ze Światowym Związkiem Esperantystów. W 1927 zorganizowała w Gdańsku i Sopocie XIX Światowy Kongres Esperantystów. Została wówczas mianowana „Honorowym Przewodniczącym Kongresu” otworzyła kongres. Posadzono "Dąb Jubileuszowy", który w 1938 wycięli hitlerowcy.
Do końca życia była zaangażowana w ruch esperancki.

## Upamiętnienie
W 2020 była proponowana do patronowania jednemu z tramwajów w Gdańsku.